# محمد مراد (مصور ضوئي)
محمد مراد (مواليد 1976) هو مصور كويتي للحياة البرية تخصّص في تصوير الطيور. حازت صور له على جوائز منها جائزة حمدان بن محمد بن راشد آل مكتوم الدولية للتصوير الضوئي (HIPA) 2017-2018.
نُشرت صوره الضوئية في بي بي سي نيوز، وناشيونال جيوغرافيك، وبيزنس إنسايدر، وكويت تايمز، ويو إس إيه توداي، وصُحف أخرى.

## النشأة
ولد محمد مراد في الكويت عام 1976. كان والده السبب في تعلّقه بالتصوير، إذ اهتمّ بالتصوير مذ كان والده يلتقط صورهم العائلية. تخرّج محمد مراد من الجامعة بدرجة علميّة في هندسة الإتصالات، فبعيداً عن كونه مصوراً ضوئياً يعمل مراد في هندسة الإتصال والبث التلفزيوني.

## مسيرته المهنية
حصل محمد مراد على أول كاميرا إحترافية له عام 2014. انضم إلى فريق التصوير والتوثيق في مركز الكويت للعمل التطوعي ليبدأ مسيرته المهنية، ثم انضم إلى فريق رصد وحماية الطيور التابع للجمعية الكويتية لحماية البيئة.
نال جائزته الأولى للتصوير الضوئي عام 2015، وتم تكريمه في حفل توزيع جوائز إن دي. كما وفاز بالعام ذاته بالمركز الثاني في حفل توزيع جوائز مانكروم عن صورته الضوئية باللونين الأبيض والأسود والتي التقطها في المجر. في سنة 2018 نال محمد مراد وسام الإستحقاق المقدّم من جائزة حمدان بن محمد بن راشد آل مكتوم الدولية للتصوير الضوئي (HIPA) عن صورة له بالأبيض والأسود.
عام 2019 فاز بالجائزة الأولى ضمن فئة الرؤى الفنية في المسابقة الدولية لتصوير الطيور البرية والتي يتم تنظيمها في مهرجان الطيور والطبيعة.
في عام 2020 حاز محمد مراد على جائزة العمل الفني البارز في حفل توزيع جوائز سيينا الدولية للتصوير (SIPA) ضمن فئة الحيوانات في بيئتهم. كما فاز بالمركز الثاني في مسابقة نيتشر تي تي إل لأفضل مصور في السنة ضمن فئة الحياة البرية الحضرية عام 2021.

## جوائز
- وسام الإستحقاق مقدّم من جائزة حمدان بن محمد بن راشد آل مكتوم الدولية للتصوير الضوئي (HIPA) عام 2017-2018.[1]
- المركز الأول في مسابقة صور مجلة الاتحاد الوطني للحياة البرية فئة الحيوانات الصغيرة عام 2018.[20]
- المركز الثاني في مسابقة صور مجلة الاتحاد الوطني للحياة البرية فئة البرمائيات والزواحف عام 2019.[12]
- وسام الشرف من جوائز سيينا الدولية للتصوير فئة الحيوانات في بيئتهم عام 2019.[21]
- جائزة العمل الفني البارز من جوائز سيينا الدولية للتصوير فئة الحيوانات في بيئتهم عام 2020.[16]
- المركز الثاني في مسابقة نيتشر تي تي إل لمصوّر العام فئة الحياة البرية الحضرية عام 2021.[17][2]